# Афіни (аеропорт)
Міжнародний аеропорт імені Елефтеріоса Венізелоса (грец. Διεθνής Αερολιμένας Αθηνών «Ελευθέριος Βενιζέλος», (IATA: ATH, ICAO: LGAV)) — надсучасний міжнародний цивільний аеропорт, розташований в Афінах, Греція. Почав функціонувати 29 березня 2001 року, напередодні XXVIII літніх Олімпійських ігор в Афінах.
Аеропорт обслуговує понад 16 мільйонів пасажирів на рік і був названий на честь грецького політика, прем'єр-міністра країни, Елефтеріоса Венізелоса. Він стає все популярнішим як хаб для Південно-Східної та Східної Азії, для рейсів до Бангкока, Дохи, Сінгапура і Пекіна. Він відомий своїм постійним інвестиціями в новаторські технології. Крім того, аеропорт має можливість приймати літаки Аеробус A-380. Вони були сертифіковані Європейським агентством з авіаційної безпеки та Управлінням цивільної авіації.
Аеропорт — порт приписки національного авіаперевізника Греції — авіакомпанії Olympic Airlines, а також Aegean Airlines, які 22 лютого 2010 року оголосили про об'єднання. Власне аеропорт 3 березня 2010 року оголосив про замороження усіх тарифів та зборів для компаній-авіаперевізників до кінця 2010 року задля подолання наслідків кризи.
Є хабом для авіакомпаній:
- Aegean Airlines
- Olympic Air
- Ryanair
- Sky Express
- Volotea

## Авіалінії та напрямки, січень 2023

### Пасажирські
| Авіакомпанія                  | Пункт призначення |
| ----------------------------- | --- |
| Aegean Airlines               | Александруполіс, Амстердам, Баку (з 22 травня 2023), Барселона, Бейрут, Белград, Берлін, Бірмінгем (з 28 березня 2023), Болонья, Бристоль (з 27 березня 2023 р), Брюссель, Бухарест, Будапешт, Каїр, Ханья, Копенгаген, Корфу, Даммам (з 17 травня 2023), Дублін, Дюссельдорф, Единбург, Ейндговен, Флоренція, Франкфурт, Женева, Гамбург, Гельсінкі, Іракліон, Яніна, Стамбул, Ізмір, Джидда, Кос, Краків, Ларнака, Лісабон, Любляна (з 6 червня 2023), Лондон–Хітроу, Люксембург, Мадрид, Мальта, Манчестер, Марракеш, Мілан–Мальпенса, Мюнхен, Міконос, Мітилена, Неаполь, Ніцца, Осло-Гардермуен, Пафос, Париж–Шарль де Голль, Подгориця, Прага, Родос, Рига (з 18 травня 2023), Ріяд, Рим–Ф'юмічіно, Санторіні, Скоп'є, Софія, Стокгольм–Арланда, Страсбург, Штутгарт, Тбілісі, Тель-Авів, Салоніки, Тирана, Венеція, Відень, Варшава–Шопен, Єреван, Загреб, Цюрих Сезонні: Александрія, Амман, Барі, Базель-Мюлуз-Фрайбург, Більбао, Бордо, Братислава (з 5 червня 2023), Катанія, Кельн/Бонн, Дубровник, Ганновер, Ібіца, Каламата (з 19 травня 2023), Лондон–Гатвік, Ліон, Малага, Марсель, Нант, Ньюкасл (з 14 червня 2023), Нюрнберг, Пальма-де-Майорка (з 1 червня 2023), Піза (з 6 липня 2023), Порту, Севілья (з 6 червня 2023), Спліт (з 7 червня 2023), Таллінн, Тулуза, Туніс, Валенсія |
| Aer Lingus                    | Сезонний: Дублін |
| Air Albania                   | Тирана |
| airBaltic                     | Сезонний: Рига |
| Air Canada Rouge              | Сезонний: Монреаль-Трюдо, Торонто |
| Air China                     | Пекін, Шанхай–Пудун |
| Air Europa                    | Сезонний: Мадрид |
| Air France                    | Париж–Шарль де Голль Сезонний: Марсель, Ніцца, Тулуза |
| Air Serbia                    | Белград Сезонний: Ніш |
| Air Transat                   | Сезонний: Монреаль-Трюдо, Торонто |
| American Airlines             | Сезонний: Чикаго-О'Хара, New York–JFK, Філадельфія |
| Arkia                         | Тель-Авів |
| Asiana Airlines               | Сезонний чартер: Сеул–Інчхон |
| Austrian Airlines             | Відень |
| Bluebird Airways              | Тель-Авів |
| British Airways               | Лондон–Хітроу |
| Brussels Airlines             | Сезонний: Брюссель |
| Bulgaria Air                  | Софія |
| Condor                        | Сезонний: Дюссельдорф |
| Croatia Airlines              | Сезонний: Спліт, Дубровник, Загреб |
| Cycladic                      | Міконос |
| Cyprus Airways                | Ларнака |
| Delta Air Lines               | Сезонний: New York–JFK Сезонний: Атланта, Бостон |
| easyJet                       | Базель-Мюлуз-Фрайбург, Бристоль, Лондон–Гатвік, Манчестер, Мілан–Мальпенса, Неаполь Сезонні: Единбург, Женева, Париж–Орлі |
| EgyptAir                      | Каїр |
| El Al                         | Тель-Авів |
| Emirates                      | Дубай, Ньюарк |
| Ethiopian Airlines            | Аддис-Абеба |
| Etihad Airways                | Абу-Дабі |
| Eurowings                     | Дюссельдорф Сезонний: Кельн/Бонн, Прага, Штутгарт |
| Flyr                          | Сезонний: Осло-Гардермуен |
| Gulf Air                      | Бахрейн, Ларнака |
| Iberia                        | Мадрид |
| Israir Airlines               | Сезонний: Тель-Авів |
| ITA Airways                   | Рим–Ф'юмічіно |
| Jet2.com                      | Бірмінгем, Лондон–Станстед (з 30 березня 2023), Манчестер |
| KLM                           | Амстердам |
| Korean Air                    | Сезонний чартер: Сеул-Інчхон |
| Lufthansa                     | Франкфурт, Мюнхен |
| Middle East Airlines          | Бейрут |
| Norwegian Air Shuttle         | Сезонний: Копенгаген, Гельсінкі, Осло-Гардермуен, Стокгольм–Арланда |
| Olympic Air                   | Хіос, Ікарія, Яніна, Карпатос, Кавала, Кефалінія, Кітера, Лемнос, Лерос, Мілос, Наксос, Парос, Самос, Сітія, Скіатос, Скірос, Закінф |
| Pegasus Airlines              | Стамбул-Сабіха Гекчен |
| PLAY                          | Сезонний: Рейк'явік (з 2 червня 2023) |
| Qatar Airways                 | Доха |
| Royal Jordanian               | Амман |
| Ryanair                       | Мілан-Бергамо, Болонья, Будапешт, Брюссель-Шарлеруа, Дублін, Катовиці, Лондон–Станстед, Мальта , Рим–Ф'юмічіно, Відень Сезонний: Берлін, Катанія, Ханья (з 2 травня 2023), Кельн/Бонн, Корфу (з 6 травня 2023), ] Краків, Лондон–Лутон, Пафос (з 5 травня 2023), Санторіні, Тель-Авів, Вільнюс, Варшава–Модлін, Вроцлав |
| Saudia                        | Сезонний: Джидда, Ріяд |
| Scandinavian Airlines         | Копенгаген, Стокгольм–Арланда Сезонні: Гетеборг-Ландветтер, Осло–Гардермуен |
| Scoot                         | Сінгапур |
| Sky Express                   | Александруполіс, Астипалея, Брюссель, Ханья, Хіос, Корфу, Іракліон, Ікарія, Калімнос, Карпатос, Касторія, Кефалінія, Кітіра, Кос, Козані, Ларнака, Лемнос, Лондон–Хітроу, Мілан–Мальпенса, Мілос, Мюнхен, Міконос, Мітилена, Наксос, Париж–Шарль де Голль, Парос, Родос, Рим–Ф'юмічіно, Самос, Санторіні, Скіатос, Софія, Сірос, Салоніки, Закінф |
| SunExpress                    | Ізмір (з 2 червня 2023) |
| Swiss International Air Lines | Женева, Цюрих |
| TAROM                         | Бухарест |
| Transavia                     | Амстердам, Ейндговен, Париж–Орлі Сезонний: Ліон, Монпельє, Нант |
| TUIfly Belgium                | Сезонний: Лілль |
| Turkish Airlines              | Стамбул-Аеропорт |
| Tus Airways                   | Тель-Авів |
| United Airlines               | Сезонний: Ньюарк, Вашингтон–Даллес |
| Volotea                       | Венеція Сезонний: Барі, Більбао, Бордо, Дубровник, Іракліон, Лілль, Ліон, Марсель, Міконос, Нант, Палермо, Санторіні, Страсбург, Тулуза (з 27 травня 2023), Турин, Верона |
| Vueling                       | Барселона |
| Wizz Air                      | Абу-Дабі, Бухарест, Будапешт, Катовиці, Кутаїсі, Ларнака, Лондон–Гатвік, Лондон–Лутон, Мілан–Мальпенса, Тель-Авів, Тирана Сезонно: Вільнюс |

## Статистика
Див. джерело запитів Вікіданих та джерела.

## Наземний транспорт

### Залізниця та метро
Залізнична станція знаходиться в безпосередній близькості від терміналу аеропорту. Від станції Афіни-Аеропорт прямують потяги Лінії 3 Афінського метрополітену і приміські потяги Проастіакос

### Автострада
До аеропорту можна дістатися по Аттікі-Одос від центру міста і північної частини Афін, по Varis-Koropiou Avenue із західної частини Афін, Laurio Ave. з півдня, і Spata-Loutsa Avenue зі сходу.

### Автобуси
Чотири автобусні маршрути прямують з аеропорту (X93, X95, X96, X97) до автостанції Кіфіссос та Пірей